# يتوندون (باركشير)
يتوندون (بالإنجليزية: Yattendon)‏ هي قرية وأبرشية مدنية تقع في المملكة المتحدة في إنجلترا. يقدر عدد سكانها بـ 369 نسمة ومساحتها 0.63 كم2 .